# Oporinia rittichi
Oporinia rittichi là một loài bướm đêm trong họ Geometridae.